# Beurs (geldsom)
Een beurs is een hoeveelheid geld, meestal een schenking, die wordt toegekend door een geldgevende instantie aan een individu, zodat die persoon een bepaalde scholing kan volgen, of een van tevoren gedefinieerd (wetenschappelijk) onderzoek uit kan voeren. Een beurs voor wetenschappelijk onderzoek, vaak uitgereikt door instellingen ter bevordering van wetenschap en kunst, noemt men ook een stipendium.

## Geschiedenis
Van oudsher werd het systeem toegepast door de kerk om arme priesterkandidaten een opleiding te kunnen laten volgen. Tijdens de late middeleeuwen en de daaropvolgende eeuwen werden door middel van erfenissen diverse beurzen opgericht voor scholieren aan bijvoorbeeld Latijnse scholen en universiteiten. Deze had meestal de vorm van een burse: een kosthuis waar scholieren of studenten ofwel gratis ofwel voor een gereduceerd bedrag kost en inwoning kregen. Een mecenaat voorzag vaak in een beurzen gericht op muzikale of andere artistieke vorming. Dikwijls was het slagen in een toelatingsproef voorwaarde om een beurs te kunnen bekomen.

## Moderne beurzen
Door de landelijke overheid gereguleerde studiebeurzen zijn in Nederland de studiefinanciering en in Vlaanderen de studietoelage (hoger onderwijs) of schooltoelage (secundair en basisonderwijs). Een internationale beurs die werd opgericht uit een initiatief van de Europese Commissie is de ERASMUS-beurs.
Schrijvers en journalisten werken dikwijls aan boeken, projecten of onderzoeken, mogelijk gemaakt door beurzen, uitgereikt door publieke of private instanties of verenigingen.